# Кастелчивита
Кастелчѝвита (на италиански: Castelcivita; на неаполитански: a Castellucc', а Кастелучъ) е село и община в Южна Италия, провинция Салерно, регион Кампания. Разположено е на 487 m надморска височина. Населението на общината е 1902 души (към 2010 г.).